# Chiesa dei Santi Giovanni Battista ed Eugenio
La chiesa dei Santi Giovanni Battista ed Eugenio è un luogo di culto cattolico situato nel comune di Ceriale, in piazza Nuova Italia, in provincia di Savona. La chiesa è sede della parrocchia omonima del vicariato di Albenga della diocesi di Albenga-Imperia.

## Storia e descrizione

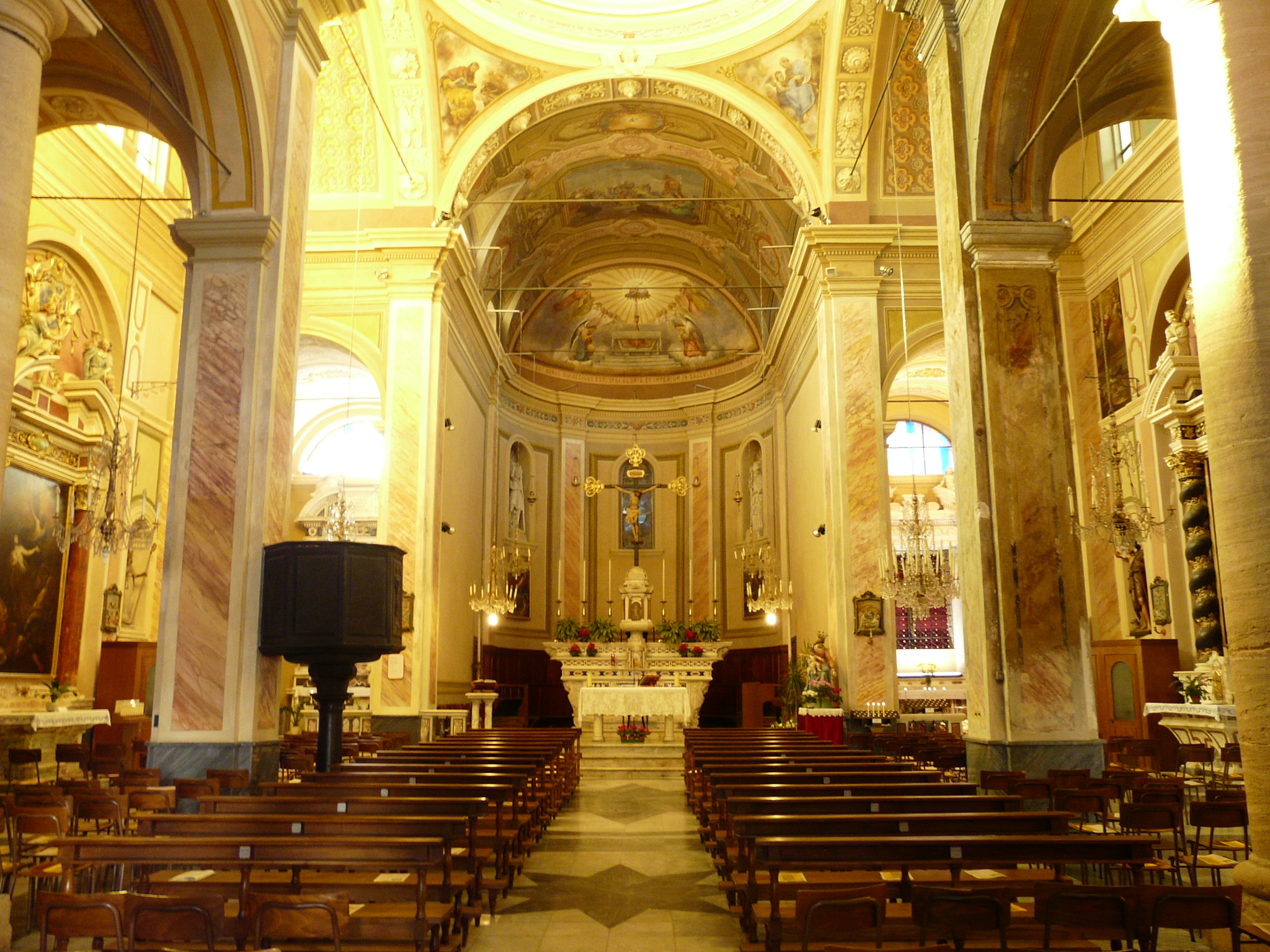
La navata centrale

Unica parrocchiale del borgo cerialese, la chiesa fu edificata probabilmente in epoca medievale. Il luogo di culto fu al centro dei danneggiamenti causati dallo sbarco piratesco dell'algerino Ciribì nella notte tra il 1° e il 2 luglio 1637. L'assalto, oltre alla morte di una trentina di abitanti, il rapimento di circa trecento locali e la devastazione del nucleo storico di Ceriale, provocò danni irreparabili all'antica struttura religiosa di cui si conserva del primo impianto il campanile.
Riedificata negli anni successivi dagli abitanti, la nuova chiesa dei Santi Giovanni Battista ed Eugenio si presenta a tre navate e sormontata da una cupola.
Tra gli elementi pittorici si conservano opere d'arte del pittore genovese Orazio De Ferrari (l'Annunciazione e la Morte di san Giuseppe), mentre a Claudio Bonichi sono attribuiti gli abbellimenti della volta e dell'interno cupola, realizzati nel corso del 1968. Dell'antica chiesa si conserva, inoltre, un ligneo crocifisso che localmente è nominato come il "Cristo dei Turchi" e che presenta un foro da proiettile sparato durante l'assedio dei pirati nel 1637; una tradizione popolare asserisce che dal forato costato del Cristo uscì acqua e sangue.